# 사슬

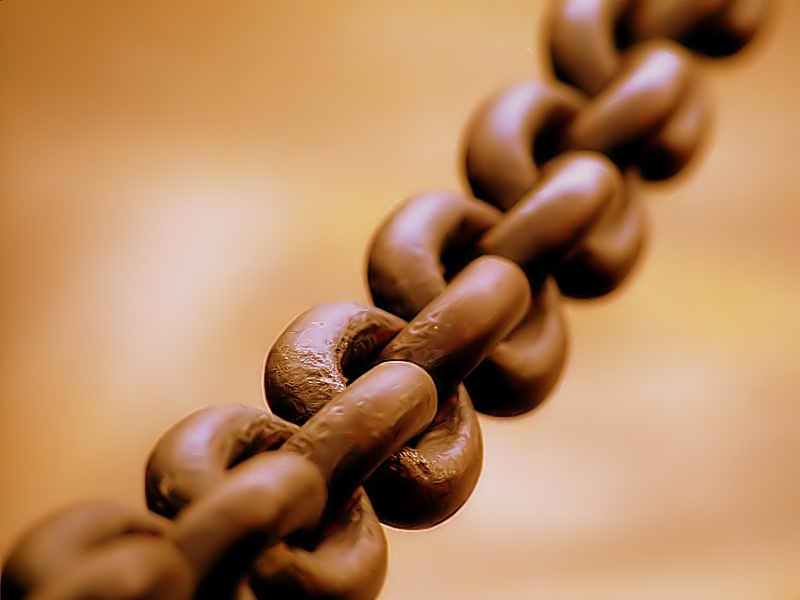
쇠사슬의 모습.

사슬은 고리를 차례로 이어놓은 것을 말한다. 이 고리들은 보통 금속제이며 일반적으로는 두 개 이상의 고리로 이루어져 있다. 쇠사슬이라고도 하며 영어 낱말 체인(영어: chain)이라는 표기도 통용된다.
사슬은 다음과 같은 용도에 따라 두 가지 스타일로 나뉜다:
- 물건을 들거나 끌거나 보안을 위하여 사용: 자전거 자물쇠 등
- 기계에 힘을 전달하는 데 사용: 스프로킷, 롤러 체인
- 등산을 갈 때 사용: 아이젠

## 발명
Complete to Guide to Chain에 따르면 금속 고리 사슬은 기원전 225년에 발명되었다.

## 같이 보기
- 벨트 (기계)
- 체인 (단위)
- 체인 레터